# 景初
景初（237年四月—239年）是三国时期曹魏的君主魏明帝曹叡的第三个年号，共计3年。这也是曹魏政权的第四个年号。
青龙五年三月改元并改用景初曆，以建丑之月为正月。因此青龙五年三月则成为景初元年四月。
景初三年正月齐王曹芳即位沿用。

## 改元
- 青龍五年——三月二十七日，改元為景初元年。[2][3]
- 景初四年——正月初一日，改元為正始元年。[4]

## 大事紀
- 景初三年——正月初一日，魏明帝駕崩，齊王曹芳繼位。[4]

## 紀年農曆對照表
表格中各月的干支即為各月的第1日，「大」表示該月有30日，「小」表示該月有29日，「閏月」表格中的中文數字表示該年為閏某月（比如「十一戊子」裡有中文數字「十一」，即表示該行所在年份有閏十一月），各月初一底下的數字表示對應的西曆日期。
| 西元  | 干支 | 紀年     | 正月   | 二月   | 三月   | 四月   | 五月   | 六月   | 七月   | 八月   | 九月   | 十月   | 十一月 | 十二月 | 閏月       |
| ----- | ---- | -------- | ------ | ------ | ------ | ------ | ------ | ------ | ------ | ------ | ------ | ------ | ------ | ------ | ---------- |
| 237年 | 丁巳 | 景初元年 |        |        |        | 丁酉大 | 丁卯大 | 丁酉小 | 丙寅大 | 丙申小 | 乙丑大 | 乙未小 | 甲子大 | 甲午小 |            |
| 237年 | 丁巳 | 景初元年 |        |        |        | 4/12   | 5/12   | 6/11   | 7/10   | 8/9    | 9/7    | 10/7   | 11/5   | 12/5   |            |
| 238年 | 戊午 | 景初二年 | 癸亥大 | 癸巳小 | 壬戌大 | 壬辰小 | 辛酉大 | 辛卯小 | 庚申大 | 庚寅大 | 庚申小 | 己丑大 | 己未小 | 戊午小 | 十一戊子大 |
| 238年 | 戊午 | 景初二年 | 1/3    | 2/2    | 3/3    | 4/2    | 5/1    | 5/31   | 6/29   | 7/29   | 8/28   | 9/26   | 10/26  | 12/24  | 11/24      |
| 239年 | 己未 | 景初三年 | 丁亥大 | 丁巳小 | 丙戌大 | 丙辰小 | 乙酉大 | 乙卯小 | 甲申大 | 甲寅小 | 癸未大 | 癸丑小 | 壬午大 | 壬子大 | 十二壬午小 |
| 239年 | 己未 | 景初三年 | 1/22   | 2/21   | 3/22   | 4/21   | 5/20   | 6/19   | 7/18   | 8/17   | 9/15   | 10/15  | 11/13  | 12/13  | 240/1/12   |

注：曹魏自青龍五年三月二十七日起停用《四分曆》，改用《景初曆》，以建丑之月為正月，舊曆三月二十七日為新曆四月二十八日。景初三年十二月起，恢復以建寅之月為正月，景初三年有兩個十二月。
| 景初   | 元年       | 二年          | 三年 |
| ------ | ---------- | ------------- | ---- |
| 蜀汉   | 建兴十五年 | 延熙元年      | 二年 |
| 东吴   | 嘉禾六年   | 七年 赤烏元年 | 二年 |
| 公孫淵 | 绍汉元年   | 二年          |      |

## 参看
- 中國年號索引

## 外部連結
- 李崇智. . 北京: 中華書局. 2004年12月. ISBN 7101025129.

| 前一年號： 青龙 | 曹魏年号 景初 | 下一年號： 正始 |